# Mesomelena mesomelaena
Mesomelena mesomelaena is een vliegensoort uit de familie van de dambordvliegen (Sarcophagidae). De wetenschappelijke naam van de soort is voor het eerst geldig gepubliceerd in 1848 door Hermann Loew.